# Oxyde d'yttrium(III)
L’oxyde d'yttrium(III) aussi appelé yttrine est un composé chimique de formule Y2O3. Il s'agit d'une céramique réfractaire (point de fusion de 2 410 °C) se présentant comme un solide blanc, stable à l'air libre comme en présence de métaux réactifs en fusion tels que le titane ou l'uranium, et cristallisé dans le système cubique et le groupe d'espace Ia3 (no 206) avec le paramètre cristallin a = 1,012 nm. Son indice de réfraction vaut 1,93.

## Préparation
L'oxyde d'yttrium(III) peut être obtenu par calcination, par exemple de l'oxalate d'yttrium Y2(C2O4)3 à l'air libre
2 Y2(C2O4)3 + 3 O2 ⟶ 2 Y2O3 + 12 CO2.

## Utilisation
L'oxyde d'yttrium(III) est le plus important composé de l'yttrium du point de vue industriel, utilisé par exemple pour produire les grenats de fer et d'yttrium Y3Fe2(FeO4)3, ou YIG, matériau ferrimagnétique dont la température de Curie vaut 550 °C et qui est transparent aux infrarouges de longueur d'onde supérieure à 600 nm ; le YIG est utilisé comme filtre micro-onde dans de nombreuses applications magnéto-optiques.
Il intervient encore massivement comme précurseur des substances phosphorescentes rouges des tubes cathodiques couleur : oxyde d'yttrium dopé à l'europium Y2O3:Eu et orthovanadate d'yttrium YVO4:Eu dopé à l'europium. Il intervient également dans la synthèse, à 800 °C, du supraconducteur à haute température dit YBaCuO, de formule YBa2Cu3O7, qualifié « d'oxyde 1-2-3 » pour rendre compte des proportions respectives entre constituants métalliques :
2 Y2O3 + 8 BaO + 12 CuO + O2 ⟶ 4 YBa2Cu3O7.
C'est également un point de départ en chimie inorganique. En chimie des composés organométalliques, il est converti en chlorure d'yttrium(III) YCl3 dans une solution concentrée d'acide chlorhydrique HCl et de chlorure d'ammonium NH4Cl.
Les céramiques en Y2O3 offrent des applications potentielles dans la réalisation de lasers à l'état solide. Les réalisations incorporant de l'ytterbium comme dopant permettent ainsi un fonctionnement en mode continu et en mode pulsé.

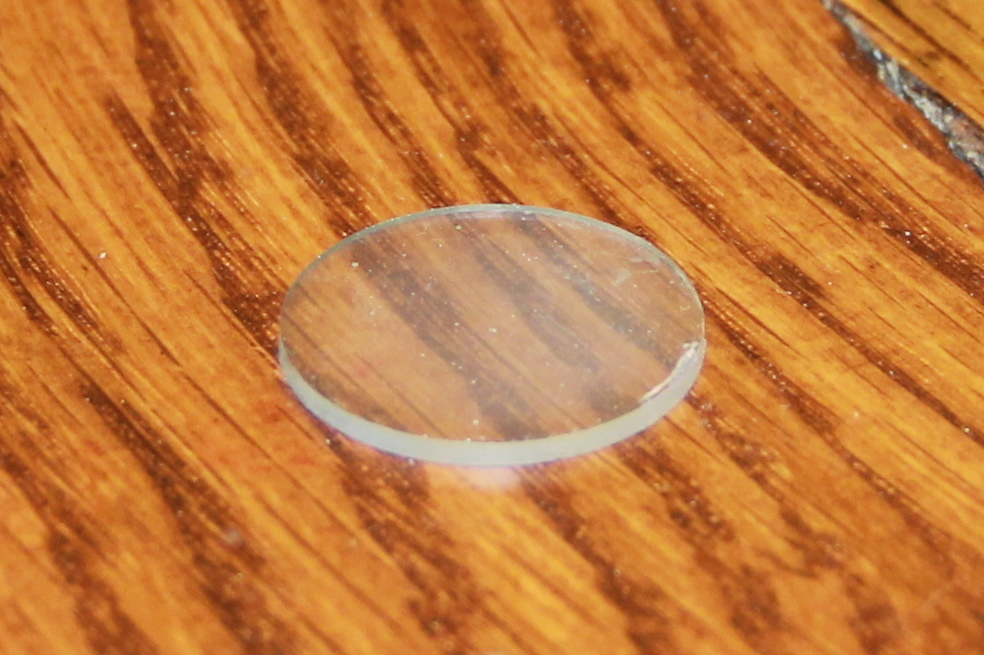
Disque en yttralox (Y2O3 avec environ 10 % de ThO2 assurant ses qualités optiques), l'une des premières céramiques transparentes.